# Hormona luteinizante polipéptido beta
La subunidad beta de lutropina o subunidad beta de hormona luteinizante es una proteína que conforma la subunidad beta de la hormona LH (βLH, Luteinizing hormone subunit beta, Lutropin beta chain, Interstitial Cell Stimulating Hormone, Beta Chain; LH-B; LSH-B; LSH-beta), que en humanos es codificada por el gen LSHB.

## Estructura

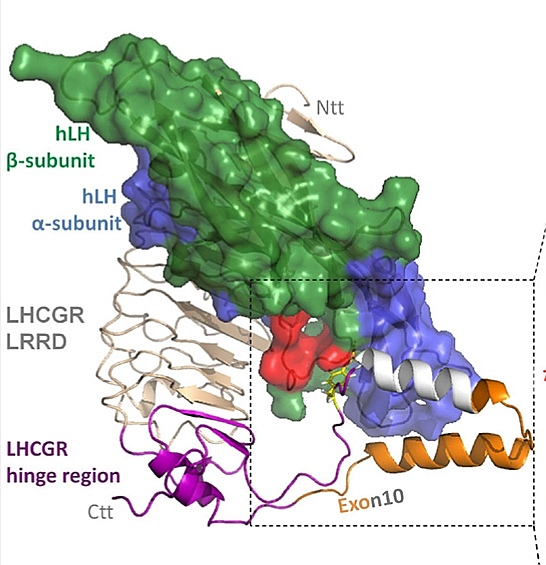
hLH= LH humana
β subunit= subunidad beta

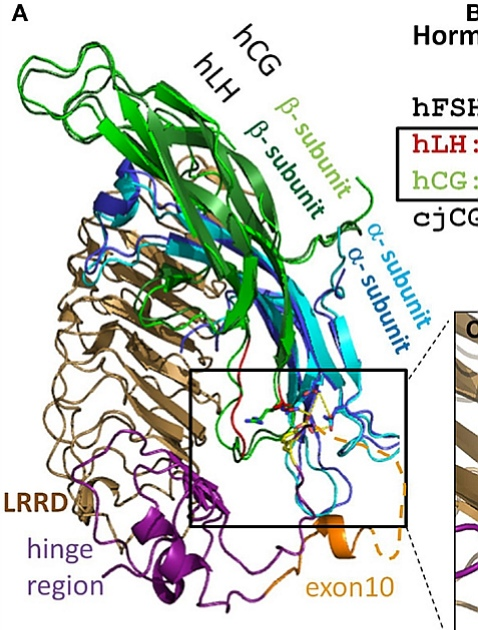
hLH= LH humana
β subunit= subunidad beta y receptor (LH-R).

La subunidad beta (β) de la LH tiene 121 aminoácidos y le confiere a la hormona su función biológica específica, y es la responsable de la interacción con su receptor hormonal celular.

La longitud codificada de la LH es de 141 aminoácidos (aa). 

La masa es 15.345 Daltons (Da).
La unidad beta (β) de esta hormona tiene la misma secuencia de aminoácidos que la hormona hCG, y comparten el mismo receptor. Sin embargo, la β-hCG contiene 24 aminoácidos adicionales y difiere de la LH en su composición de azúcares.

Péptido señal se encuentra en los aminoácidos 1 a 20. 

Los aminoácidos 21 a 141 presentan la subunidad beta de Lutropina LH.

## Genética de la subunidad beta
El gen que codifica para la proteína de la subunidad beta es el LSHB también denominado LHB, LSH-B, hLHB, CGB4.

Este gen es miembro de la familia de hormonas de glicoproteína de cadena beta y codifica la subunidad beta de la hormona luteinizante (LH). 
Las hormonas glicoproteínas son heterodímeros consistiendo en una subunidad alfa común y una subunidad beta única que confiere especificidad biológica. 
La LH tiene Expresión génica en la glándula hipófisis y promueve la espermatogénesis y la ovulación al estimular los testículos y los ovarios a producir hormonas esteroides. 
Los genes para la cadena beta de la gonadotropina coriónica y para la hormona luteinizante son contiguos en el cromosoma 19 (humano) brazo q, banda 13.3. 
Las mutaciones en este gen están asociados con el hipogonadismo, que se caracteriza por la infertilidad y pseudohermafroditismo.

## Funciones
La subunidad beta (β) de la LH es la que le confiere a la hormona su función biológica específica.

La LH es una gonadotropina producida por las células gonadotropas del  lóbulo anterior de la glándula hipófisis, cuya función en las mujeres es inducir:
- la maduración final del folículo,
- la ovulación y
- la luteinización (en los ovarios con folículos previamente desarrollados).
- estimular la producción de hormonas masculinas en los testículos.[6]

La LH se une al receptor LH/CG-R en la superficie de las células de la Granulosa lo que da como resultado la producción de progesterona, la ovulación, la fase lútea y la formación del cuerpo lúteo. Además, la LH estimula la producción de androstenediona y testosterona en las células de la Teca.

## Receptor de LH
Los receptores de LH (LH-R) se encuentran fundamentalmente en las gónadas femeninas y masculinas.

La hormona luteinizante humana (hLH) y la gonadotropina coriónica (hCG) actúan sobre el mismo receptor (LH/CG-R).

## Lectura adicional (en inglés)
- Keutmann HT, Hua QX, Weiss MA (1992). «Structure of a receptor-binding fragment from human luteinizing hormone beta-subunit determined by [1H]- and [15N]nuclear magnetic resonance spectroscopy». Mol. Endocrinol. 6 (6): 904-13. PMID 1495492. doi:10.1210/me.6.6.904.
- Weiss J, Axelrod L, Whitcomb RW, et al. (1992). «Hypogonadism caused by a single amino acid substitution in the beta subunit of luteinizing hormone». N. Engl. J. Med. 326 (3): 179-83. PMID 1727547. doi:10.1056/NEJM199201163260306.
- Weisshaar G, Hiyama J, Renwick AG, Nimtz M (1991). «NMR investigations of the N-linked oligosaccharides at individual glycosylation sites of human lutropin». Eur. J. Biochem. 195 (1): 257-68. PMID 1991473. doi:10.1111/j.1432-1033.1991.tb15702.x.
- Jameson JL, Lindell CM, Habener JF (1986). «Evolution of different transcriptional start sites in the human luteinizing hormone and chorionic gonadotropin beta-subunit genes». DNA 5 (3): 227-34. PMID 2424697. doi:10.1089/dna.1986.5.227.
- Keutmann HT, Charlesworth MC, Mason KA, et al. (1987). «A receptor-binding region in human choriogonadotropin/lutropin beta subunit». Proc. Natl. Acad. Sci. U.S.A. 84 (7): 2038-42. PMC 304579. PMID 3470775. doi:10.1073/pnas.84.7.2038.
- Shome B, Parlow AF (1973). «The primary structure of the hormone-specific, beta subunit of human pituitary luteinizing hormone (hLH)». J. Clin. Endocrinol. Metab. 36 (3): 618-21. PMID 4685398. doi:10.1210/jcem-36-3-618.
- Closset J, Hennen G, Lequin RM (1973). «Human luteinizing hormone. The amino acid sequence of the   subunit». FEBS Lett. 29 (2): 97-100. PMID 4719207. doi:10.1016/0014-5793(73)80534-4.
- Talmadge K, Vamvakopoulos NC, Fiddes JC (1984). «Evolution of the genes for the beta subunits of human chorionic gonadotropin and luteinizing hormone». Nature 307 (5946): 37-40. PMID 6690982. doi:10.1038/307037a0.
- Beitins IZ, Axelrod L, Ostrea T, et al. (1981). «Hypogonadism in a male with an immunologically active, biologically inactive luteinizing hormone: characterization of the abnormal hormone». J. Clin. Endocrinol. Metab. 52 (6): 1143-9. PMID 6785294. doi:10.1210/jcem-52-6-1143.
- Berger P, Kranewitter W, Madersbacher S, et al. (1994). «Eutopic production of human chorionic gonadotropin beta (hCG beta) and luteinizing hormone beta (hLH beta) in the human testis». FEBS Lett. 343 (3): 229-33. PMID 7513655. doi:10.1016/0014-5793(94)80561-X.
- Keutmann HT, Rubin DA (1993). «A subunit interaction site in human luteinizing hormone: identification by photoaffinity cross-linking». Endocrinology 132 (3): 1305-12. PMID 7679977. doi:10.1210/en.132.3.1305.
- Herrlich A, Kühn B, Grosse R, et al. (1996). «Involvement of Gs and Gi proteins in dual coupling of the luteinizing hormone receptor to adenylyl cyclase and phospholipase C». J. Biol. Chem. 271 (28): 16764-72. PMID 8663226. doi:10.1074/jbc.271.28.16764.
- Muyan M, Furuhashi M, Sugahara T, Boime I (1997). «The carboxy-terminal region of the beta-subunits of luteinizing hormone and chorionic gonadotropin differentially influence secretion and assembly of the heterodimers». Mol. Endocrinol. 10 (12): 1678-87. PMID 8961276. doi:10.1210/me.10.12.1678.
- Roy AC, Liao WX, Chen Y, et al. (1997). «Identification of seven novel mutations in LH beta-subunit gene by SSCP». Mol. Cell. Biochem. 165 (2): 151-3. PMID 8979264.
- Liao WX, Roy AC, Chan C, et al. (1998). «A new molecular variant of luteinizing hormone associated with female infertility». Fertil. Steril. 69 (1): 102-6. PMID 9457942. doi:10.1016/S0015-0282(97)00445-7.
- O'Connor JF, Kovalevskaya G, Birken S, et al. (1998). «The expression of the urinary forms of human luteinizing hormone beta fragment in various populations as assessed by a specific immunoradiometric assay». Hum. Reprod. 13 (4): 826-35. PMID 9619532. doi:10.1093/humrep/13.4.826.
- Takahashi K, Kurioka H, Ozaki T, et al. (1999). «Increased prevalence of luteinizing hormone beta-subunit variant in Japanese infertility patients». Hum. Reprod. 13 (12): 3338-44. PMID 9886510. doi:10.1093/humrep/13.12.3338.
- Elter K, Erel CT, Cine N, et al. (1999). «Role of the mutations Trp8 => Arg and Ile15 => Thr of the human luteinizing hormone beta-subunit in women with polycystic ovary syndrome». Fertil. Steril. 71 (3): 425-30. PMID 10065776. doi:10.1016/S0015-0282(98)00491-9.
- Jiang M, Pakarinen P, Zhang FP, et al. (1999). «A common polymorphic allele of the human luteinizing hormone beta-subunit gene: additional mutations and differential function of the promoter sequence». Hum. Mol. Genet. 8 (11): 2037-46. PMID 10484773. doi:10.1093/hmg/8.11.2037.

- Datos: Q18028545